# Oro Verde (Argentina)
Oro Verde es un municipio del distrito Sauce del departamento Paraná en la provincia de Entre Ríos, República Argentina. El municipio comprende un área rural y la localidad del mismo nombre que es componente del aglomerado del Gran Paraná. Se ubica a 8 km al sur de la ciudad de Paraná.

## Historia
La junta de gobierno fue creada por decreto n.º 608/1976 MGJE de 24 de febrero de 1976 El municipio de 2ª categoría de Oro Verde fue creado por ley n.º 7943 promulgada el 17 de julio de 1987 y decreto n.º 3934/1987 MGJE de 22 de julio de 1987. A partir del 10 de diciembre de 2011 no existen más categorías entre los municipios de Entre Ríos.

## Educación
Oro Verde es considerada "Ciudad Universitaria", pues cuenta con la presencia de dos universidades: la Universidad Autónoma de Entre Ríos (UADER) y la Universidad Nacional de Entre Ríos (UNER). 
Entre las carreras universitarias que se pueden cursar en Oro Verde se encuentra bioingeniería, carrera de vanguardia, pionera en Sudamérica que empieza a dictarse en 1984, la licenciatura en bioinformática, única en la región al momento de su creación en 2006 y ahora, la ingeniería en transporte. Estas tres carreras pertenecen a la Facultad de Ingeniería de la UNER.
Asimismo la UNER también ofrece en la Facultad de Ciencias Agropecuarias, la carrera de Ingeniería.
En este pueblo también funciona la sede de la Facultad de Ciencia y Tecnología, de la Uader, donde se pueden cursar las carreras de Análisis de sistemas, Licenciatura en Biología, Licenciatura en Sistemas de Información. Y en el predio de la histórica Escuela Alberdi -creada en 1904 a instancias de Manuel Antequeda y el gobernador de entonces, Enrique Carbó-, entidad que hoy depende de la Facultad de Humanidades, Artes y Ciencias Sociales de Uader, se dicta el profesorado en Enseñanza Primaria con orientación rural, al que asisten estudiantes de toda la provincia. 
La ciudad posee además una amplia infraestructura preparada para albergar a 2000 estudiantes aproximadamente. A ella concurren estudiantes de todos los puntos cardinales y de países limítrofes.
Oro Verde cuenta también con dos observatorios astronómicos, uno perteneciente a la AEA (Asociación Entrerriana de Astronomía) ubicado en el complejo educativo de la Escuela Agrotécnica Alberdi y otro de origen privado, Observatorio Galileo Galilei. En ambos se realizan tareas de investigación y astrofotografía. 
El Observatorio Astronómico de la AEA se fundó el 24 de septiembre de 1986, siendo administrado por la 
Asociación Entrerriana de Astronomía. Recibe numerosas delegaciones escolares, estudiantes y público en general, quienes realizan observaciones telescópicas de planetas, cúmulos estelares, galaxias, nebulosas y cometas; asisten a charlas guiadas donde se muestran fotografías, meteoritos, además de ver y recibir asesoramiento sobre el uso de distintos software que recrean las maravillas de los cielos.

## Gobierno
El municipio de Oro Verde fue gobernado desde el retorno de la democracia en 1983 hasta 2007, por la Unión Cívica Radical, encabezada por Carlos Del Castillo hasta 2005. Luego de su fallecimiento fue reemplazado en el cargo por Carlos Schmidt que gobernó hasta 2007. En las elecciones generales de 2007 se impuso un partido local llamado Unión Vecinal. Asumió oficialmente el cargo de presidente municipal, José Luis Dume el 10 de diciembre de 2007. En octubre de 2011 fue reelecto por un nuevo período de cuatro años por una amplia mayoría que dejó a la Unión Cívica Radical, principal opositor, con solo dos concejales.

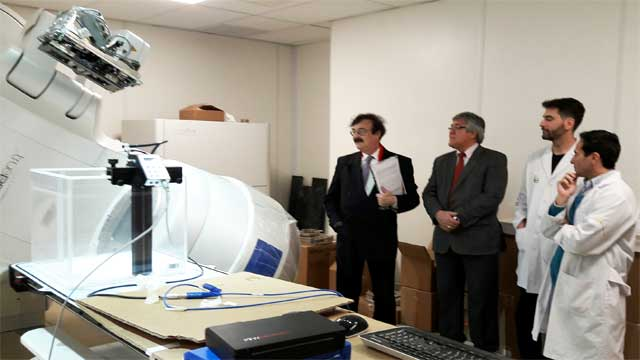
Recorrido evaluativo de las instalaciones del Centro de Medicina Nuclear y Molecular (CEMENER) que construyó en forma conjunta el Instituto de Obra Social de la Provincia de Entre Ríos (Iosper), la Comisión Nacional de Energía Atómica (Cnea) y el gobierno provincial de Entre Ríos. De derecha a izquierda, el gerente general Valentín Ugarte, el físico y médico Federico Bregains, el presidente del IOSPER Isaías F. Cañete y el profesor Mario Crocco.

En 2014, a partir de diversas acciones y trámites, este municipio avanzó hacia la constitución de un municipio responsable en salud.
El Centro de Medicina Nuclear y Molecular en Oro Verde, construido por el Instituto de Obra Social de la Provincia de Entre Ríos (IOSPER), la Comisión Nacional de Energía Atómica (Cnea) y el gobierno provincial, es una obra de magnitud para la salud de toda la región, pues además de tratamiento ambulatorio, se hace investigación, formación y asimismo, se hace diagnóstico por imágenes de última generación, así como radioterapia y quimioterapia.

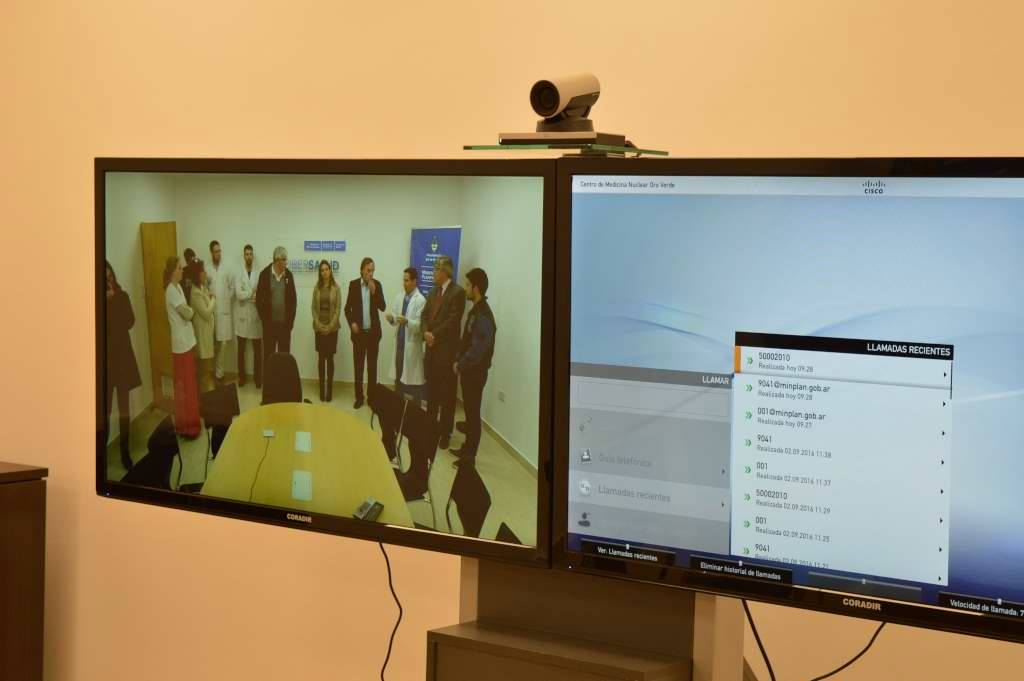
Sistema de teleconferencias del Centro de Medicina Nuclear y Molecular (CEMENER).

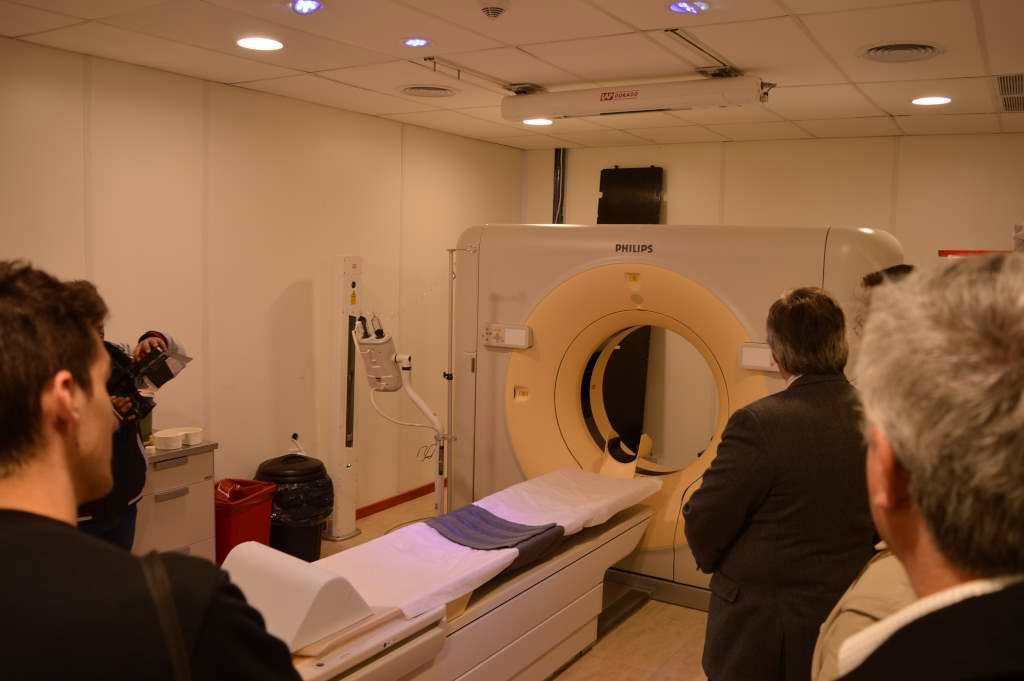
Equipo de imágenes médicas por tomografía axial computada en el CEMENER.

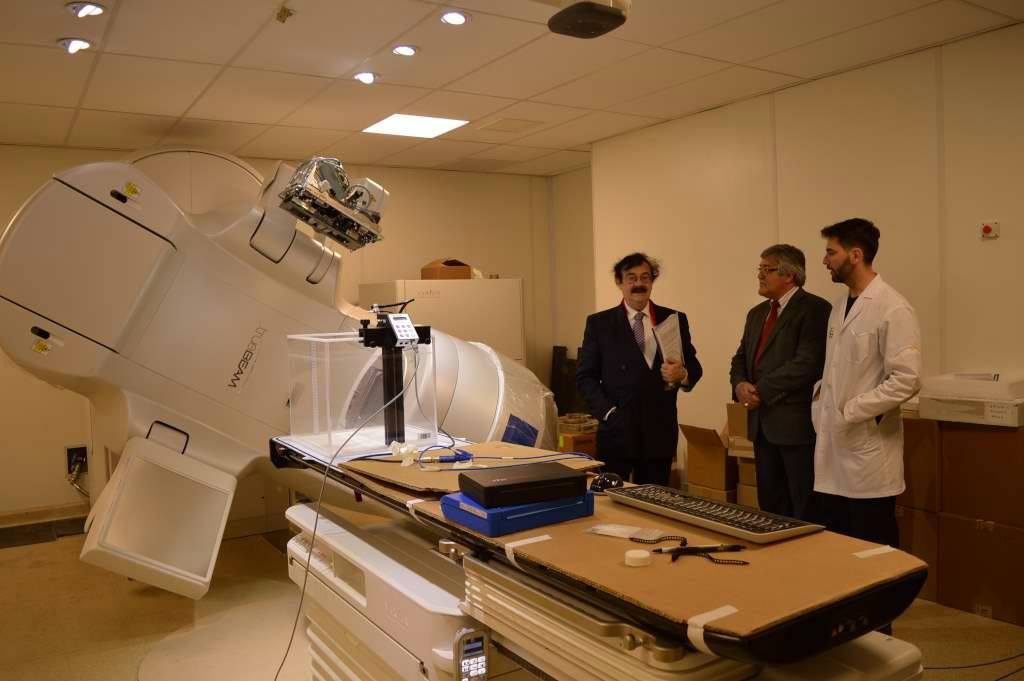
Recorrido evaluativo de las instalaciones del Centro de Medicina Nuclear y Molecular (CEMENER).

Funciona también en Oro Verde un biodigestor que procesa los residuos orgánicos previamente separados por los vecinos, y más recientemente, una planta de tratamiento de los residuos sólidos.

## Vida cotidiana
Hoy esta pequeña ciudad cuenta con distintos gimnasios al aire libre, gratuitos, uno ubicado en las instalaciones del Polideportivo Municipal y otros más en barrio J. Méndez y barrio El Triangular (ubicado frente al Haras del Ejército, sobre ruta 11). Otros espacios de recreación importantes lo constituyen el Club Atlético Oro Verde que ofrece formación en fútbol, básquet, softbol, entre otros deportes, y el mismo Polideportivo (cancha de básquet, quinchos, cancha de fútbol, pista de patín, juegos recreativos, etc). 
En materia de medios de comunicación, desde el 2 de mayo de 2000, existe un Portal Comunitario que concentra información sobre servicios básicos que se prestan en la localidad, teléfonos útiles y noticias de interés general. Según se lee en el sitio, cuentan con publicidad cuya recaudación se utiliza para ayudar a personas necesitadas de la comunidad.
Entre las radios que se emites desde la ciudad, se destacan dos: oroverderadio.com.ar 103.3 FM y FM Radio Sensación.

## Transporte

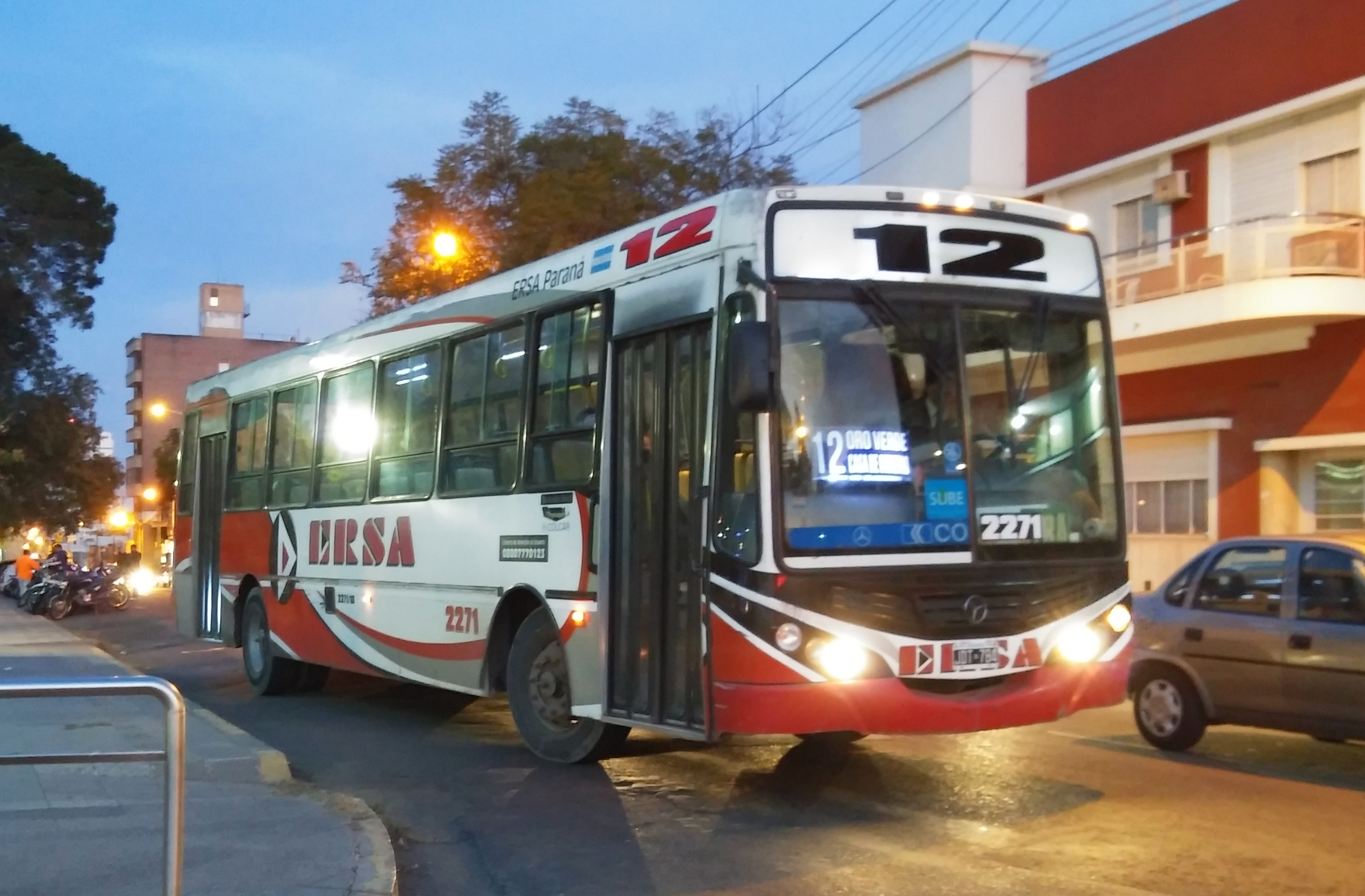
Unidad de la línea 12.

La ciudad de Oro Verde se conecta con Paraná por los servicios de las líneas 6, 12 y 15. También tiene conexión con las localidades de San Benito, Colonia Avellaneda y la zona sur de la ciudad de Paraná con la línea AM.

## Parroquias de la Iglesia católica en Oro Verde
| Arquidiócesis | Paraná                                                                             |
| ------------- | ---------------------------------------------------------------------------------- |
| Parroquias    | Jesucristo Maestro y Señor de la Humanidad y Nuestra Señora del Rosario de Pompeya |